# Brachiaria ciliatissima
Brachiaria ciliatissima är en gräsart som först beskrevs av Samuel Botsford Buckley, och fick sitt nu gällande namn av Mary Agnes Chase. Brachiaria ciliatissima ingår i släktet Brachiaria och familjen gräs.
Artens utbredningsområde är Texas. Inga underarter finns listade i Catalogue of Life.